# Segimon Malatesta de Sogliano
Segimon I Malatesta de Sogliano (Rímini, 1615 - San Giovanni in Galilea, 1645) fou fill de Corneli Malatesta de San Giovanni. Comte sobirà de Sogliano el 1591 (el 1593 va associar al seu cosí Semproni Malatesta de Sogliano), comte de Pondo (el 1593 en va cedir la meitat a Semproni), comte de Talamello, comte de la meitat de San Giovanni in Galilea, senyor de Montegelli, Rontagnano, Savignano di Rigo, Pietra dell'Uso, Montepetra, Seguno, Pratolina, Rufiano, Meleto, Sapeto, Cigna, Bucchio, Pozzuolo Vallenzera, Sassetta i Soasia, i senyor d'un terç de Spinello i Strigara. Fou confirmat en les seves possessions per sentència de la cambra apostòlica del 8 de juliol del 1600. Va vendre la seva meitat del comtat de Pondo i annexes el novembre del 1600 per 13.000 escuts a Gian Francesco Aldobrandini i es va reservar 1/10 del feu, adscrit al patriciat de Rimini a la mort del germà gran.
Va morir a San Giovanni in Galilea el 16 de juny del 1645. Es va casar el 1603 amb Elena Monticoli. Va deixar deu fills: Judit Elisabet, Joan Pere Malatesta de Sogliano, Joan Baptista (sacerdot), Ludòvic Malatesta de Sogliano, Segimon (frare), Carlo Malatesta de Talamello, Maria Battista. Ciprià (mort a Roma el 16 de juliol de 1653), Sotera i Serafina Francesca.